# Karl Friedrich Mende
Karl Friedrich Mende (* 5. Januar 1721 in Freiberg; † 1787) war ein deutscher evangelischer Prediger.

## Leben
Karl Friedrich Mende studierte in Leipzig und war ab 1751 als Prediger in Geringswalde tätig. Ab 1762 predigte er als Pastor in Altleisnig und Tragnitz im Königreich Sachsen. Mende veröffentlichte geistliche Gedichte, die schon von Zeitgenossen für prosaisch, schleppend und kraftlos gehalten wurden. Heute sind seine Werke größtenteils vergessen.

## Werke
- Lehrgedichte und Lieder zur Erbauung nebst einigen Psalmen David’s, Leipzig 1778.